# 2786 км
2786 км — железнодорожный остановочный пункт (населённый пункт) в Калачинском районе Омской области России. Входит в состав Куликовского сельского поселения.

## География
Населённый пункт находится в юго-восточной части Омской области, в лесостепной зоне, в пределах Барабинской низменности, к югу от реки Омь, на расстоянии примерно 1 километра (по прямой) к западу-юго-западу (WSW) от города Калачинск, административного центра района.

### Часовой пояс
Железнодорожный остановочный пункт 2786 км, как и вся Омская область, находится в часовой зоне МСК+3. Смещение применяемого времени относительно UTC составляет +6:00.

## Население
| 2002 | 2010 |
| ---- | ---- |
| 5    | ↗14  |

Гендерный состав
По данным Всероссийской переписи населения 2010 года в гендерной структуре населения мужчины составляли 64,3 %, женщины — соответственно 36,7 %.
Национальный состав
Согласно результатам переписи 2002 года, в национальной структуре населения русские составляли 100 % из 5 человек.

## Улицы
Уличная сеть населённого пункта состоит из одной улицы (ул. Орловская).